# يان تشوخرالسكي

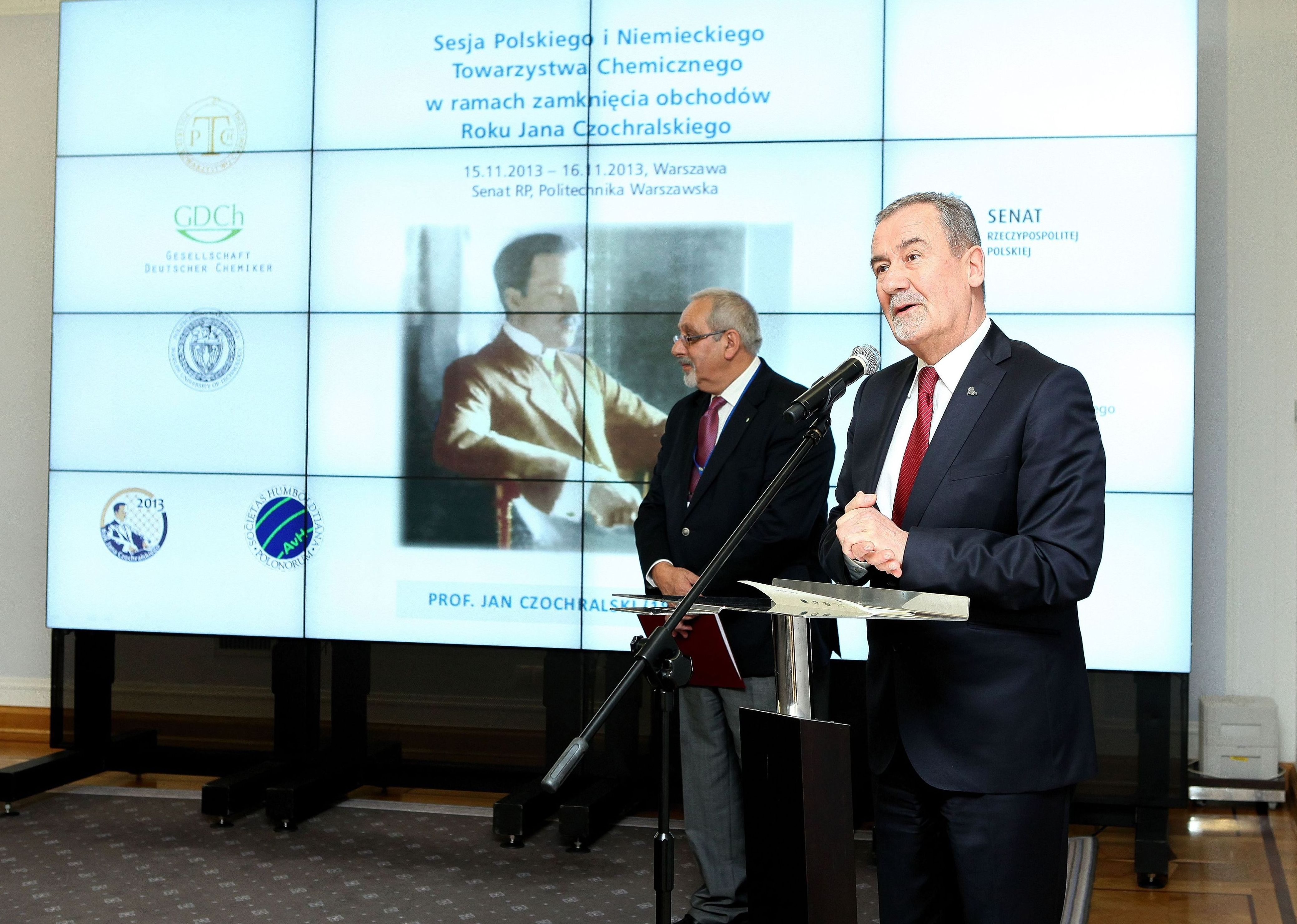
افتتاح ندوة في ذكرى يان تشوخرالسكي من قبل الجمعية الكيميائية البولندية والرابطة الأوروبية المنظمة للعلوم الكيميائية والجزيئية عام 2013

ولد العالم الكيميائي البولندي يان تشوخرالسكي في أكتوبر 1885 وتوفي في أبريل 1953. يرجع له الفضل في اختراع عملية تشوخرالسكي والتي تستخدم في زراعة البلورات الكريستالية وفي إنتاج أشباه الموصلات، وهو العالم البولندي الأكثر شهرة.
ولد تشوخرالسكي في حي اكسن في مقاطعه كروا بروسيا التي كانت تابعه للإمبراطورية الألمانية حينها والتي توجد الآن في بولندا. في حدود عام 1900 انتقل إلى برلين، حيث كان يعمل في صيدلية، وتلقى تعليمه في برلين حيث تخصص في الكيمياء المعدنية. بدأ تشوخرالسكي يعمل مهندسا لشركة (AEG) في عام 1907.
اكتشف تشوخرالسكي طريقته عام 1916 عندما سقط قلمه في بوتقه من القصدير المنصهر بدلا من محبرة له واكتشف ان قلمه المعدن انصهر وكون خيط رفيعا كريستاليا وحينها تحقق من ان كل المعادن عندما تتبلور تكون في شكل كريستالي واحد.
واسفرت تجارب العالم تشوخرالسكي عن إنتاج بلورات يصل قطرها من 1 مللي إلى 150 سنتيمترا وقال انه نشر ورقه عن اكتشافه عام 1918 في مجلة كيمياء ألمانية تحت عنوان (طريقة جديدة لقياس تبلور المعادن).
ومنذ ذلك الحين وتستخدم هذة الطريقة لقياس معدل تبلور المعادن مثل القصدير والزنك والرصاص، وفي عام 1950استخدم الأمريكيين جوردن كيتل وجي بي ليتل الطريقة لتكوين بلورات جرمانيوم واحدة، مما أدي إلى استخدامه في إنتاج أشباه الموصلات.
وفي عام 1917 أنشأ تشوخرالسكي معمل ابحاث وفي عام 1919 كان واحدا من الأعضاء المؤسسين للجمعية الألمانية لعلوم المعادن، الذي كان رئيسا لها حتى 1925. في عام 1928، بناء على طلب من رئيس بولندا إغناتسي موستسيتسكي، انتقل إلى بولندا، وأصبح أستاذ تعدين وأبحاث المعادن في قسم الكيمياء من جامعة وارسو للتكنولوجيا.
جرده النظام الشيوعي من عمله أستاذا بسبب تورطه مع ألمانيا خلال الحرب، على الرغم من تبرئته في وقت لاحق من ارتكاب أي مخالفات من قبل محكمة بولندية. عاد إلى بلدته كانيا، حيث كان يدير شركة صغيرة لمستحضرات التجميل والمواد الكيميائية المنزلية حتى وفاته في عام 1953.